# Écuélin
Ecuélin – miejscowość i gmina we Francji, w regionie Hauts-de-France, w departamencie Nord.
Według danych na rok 1990 gminę zamieszkiwały 124 osoby, a gęstość zaludnienia wynosiła 36 osób/km² (wśród 1549 gmin regionu Nord-Pas-de-Calais Ecuélin plasuje się na 1078. miejscu pod względem liczby ludności, natomiast pod względem powierzchni na miejscu 807.).